# Мамат Ахмаджанов
Мама́т Ахмаджа́нов (1878 — сентябрь 1924) — татарский абрек, защитник народа, активный противник становления советской
власти на Северном Кавказе. Является представителем гребенских татар.

## Детство, юношество и семья Мамата
Мамат появился на свет в 1878 году в станице Новогладковская, расположенной в Терской области, которая ныне называется станица Гребенская в Шелковском районе Чечни. Его отец носил имя Ахмаджан, а дядя — брат Ахмаджана — был Хункерхан, который однажды пешком совершил паломничество в хадж. У Мамата было несколько сестер: Гюльбике, Патимат (состоявшая в браке с чеченцем Долгуевым Исраилом из Патимат-отара, неподалеку от села Хамамат-юрт), и Умрай (мать Махмуда Нагуманова). Имена других сестер Широтдин Салимгереев не запомнил, однако всего их было пять. Младшим братом Мамата был Магомад. В детстве среди пяти сестер он получал больше внимания, как представитель мужской части семьи, и его готовили к защите сестер от недоброжелателей. Он любил животных и помогал пасти их, также играл с друзьями, занимался стрельбой из лука. Мамат выделялся среди сверстников меткостью и мастерством в джигитовке. Эти навыки, развившиеся в детские и юношеские годы, были полезны ему в дальнейшей жизни. Он обучался в медресе в Аксае и придерживался ханафитского мазхаба, будучи религиозным человеком.
Супруга Мамата, Кабират, была по национальности черкешенкой из села Брагуны в нынешнем Гудермесском районе Чечни. В Брагунах проживала её сестра Галимат, которая была замужем за кумыком. Во время визитов Галимат и Кабират общались на родном черкесском языке. У Мамата и Кабират было трое сыновей: Шахид (родился в 1900 году), Ахмад (родился в 1915 году, его имя дано в честь близкого Мамату чеченца Ахмада) и Залимхан (родился в 1920 году, назван в честь соратника абрека Залимхана Харачоевского). В их семье также были четыре дочери: Майминат (1906 года рождения), Асият (1910 года рождения), Касират (1913 года рождения) и Сапият (1918 года рождения). Мамат был немного выше среднего роста, имел карие глаза и темные волосы, как можно увидеть на фотографии, с переломанным носом. У него был рыжий конь, которого он обучил командам «вперёд», «стой», «ко мне» и другим. Коня звали Актеш, что означает "Белогрудый". У Мамата был большой дом на высоком фундаменте с длинной верандой, и по его зову Актеш быстро поднимался на неё. Когда он отдавал команду "алга" (что значило "вперёд"), его конь мчался в самое сердце красноармейцев. После каждой битвы они спокойно возвращались домой.

## Борьба Мамата с иной властью
Изначально фамилия Мамата была Бикинин. Еще в царские времена он начал вести жизнь абрека и оказался в розыске. Его окружали мусульмане разных народов: кумыки, ногайцы и чеченцы. Дочь Мамата, Асият, рассказывала своему сыну Широтдину: «Мени атам Мамат абрек болгъан», что значило "мой отец, Мамат, был абреком". Уже тогда он пользовался известностью и к нему обращались за помощью, например, в случае краж. Ходят слухи, что он изменил фамилию, чтобы его имя исчезло из списка разыскиваемых абреков.
В период гражданской войны староста станицы Гребенская, татарин по имени Ахмаджанов Мамат, собрал отряд, объединив местное население, включая казаков и мусульман: татар, ногайцев, кумыков и чеченцев из разных селений, для борьбы против Красной армии. Формально он стал офицером белогвардейцев, чтобы иметь возможность командовать, однако, Мамат был недоволен этой властью, как и многие его соратники. Когда требовалось, отряд укрывался в ногайских степях. Мамат сражался не ради царя, а за свободу, под зелёным знаменем. Он заявлял: «Не будет иной власти, где ступит копыто моей лошади» и обещал уничтожить всех большевиков. Во время переговоров красноармейцы предлагали ему и его отряду перейти на их сторону и получить высокие чины, но он отказывался.
Среди ближайших сторонников Мамата были ногаец Тавмурзаев Тамбулат, татары Нагуманов Махмуд и Шамшудинов Абдулманап, а также казак Грицак Александр из станицы Гребенской. Были и другие бойцы, такие как казаки Ергушёв, Фролов, Иванов и татары Юзикеев Крымхан и Гайсин Ахмат-Герей, все из разных станиц. Особой храбростью отличился чеченец Ахмад из Хамав-юрта: он пожертвовал собой, прикрыв Мамата от пули. В честь него Мамат назвал одного из своих сыновей.
Старожилы станицы Гребенская рассказывают, что Мамат каждое утро упражнялся в стрельбе. Его отряд насчитывал 750 всадников, вооруженных переносной радиостанцией и двумя английскими пулемётами. Ногаец Тавмурзаев Тамбулат был надежным другом Мамата и командовал разведывательной группой, которая в основном состояла из ногаев. Они были хорошо осведомлены о местности и знали все объездные пути.
В марте 1920 года, после того как войска Красной армии вытеснили деникинцев из Грозного, в округе продолжали действовать различные банды. Среди них была крупная группа во главе с Маматом, в которой было много офицеров. Некоторые из этих бандитов убили первого председателя сельского совета Григория Васильевича Голика 14 марта 1920 года, заколов его кинжалами и сбросив тело в реку Терек. Григорий Васильевич был членом Рескома партии и первым, кто провозгласил в станице декреты Советской власти о войне и мире. В том же году погибла вторая председатель станицы и комсомолка Анна Мажарова.
Противники советской власти планировали начать свои действия с захвата Владикавказа, Грозного и Кизляра, чтобы эти удары стали отправной точкой для более широкомасштабных операций. Мамат получил задание от полковника Портянко организовать мятеж. Кульминация событий пришлась на 7 и 8 ноября 1920 года. С отрядом в 750 сабель Мамат направился на захват Кизляра, противопоставив себя конной сотне Терского войска под командованием Т. Крикухина. В его отряд вошли семь офицеров и зажиточные казаки из станиц Гребенской, Старогладковской, Курдюковской, Каргалинской, Дубовской и Бороздиновской. К казакам Мамата по мере продвижения присоединялись новые. Они без труда заняли несколько станиц, включая Старогладовскую и Курдюковскую. Мамат отправил разведчиков вперед. В Каргалинской школе обнаружилась группа красноармейцев численностью 80 человек, которую Мамат обстрелял и праздновал победу после её захвата. Кондрат Платонович Фисенко успел предупредить Грозный о мятеже до потери связи с Кизляром и укрылся в школе с телеграфным аппаратом.
В пять вечера комиссар округа Кравцов провел совещание, где сообщил партийно-советским органам о мятеже армии Мамата, которая двигалась на Кизляр и уже праздновала победу в Каргинской. Поскольку отряд Мамата численно превосходил силы Красной армии, рисковать сотней Кравцов не стал. Т. Крикухин во главе своей сотни обошел Бороздиновскую и Дубовскую и в ночь с 6 на 7 ноября 1920 года атаковал отряд Мамата. После долгого боя часть войска Мамата разбежалась; некоторые укрылись по домам, а Мамат повел остатки к барханам. Другие, включая Фролова, скрылись в плавнях. Т. Крикухин потребовал председателя Совета, который прятался от армии Мамата в лесу. Он попросил вернуть казаков, которые присоединились к Мамату, для чего было избрано пять старейшин. Через два дня многие вернулись, за исключением Дмитрия Ергушева. Несмотря на успешную атаку более хорошо вооруженной и подготовленной сотни, отряд Мамата сильно потрепал советские силы и инициировал широкие действия на Северном Кавказе.
Железная дорога Терек-Кизляр была загружена составами с ценными грузами, и войска Мамата захватили продукцию, пополнить запасы и распределить часть среди местного населения. Продовольственные резервы хранились на острове "Зеленый" на реке Терек неподалеку от станицы Гребенская. Красноармейцы сжигали вагоны, чтобы продукты не достались мятежникам.
Благодаря данным, перехваченным с помощью аппарата Морзе, были известны графики движения поездов. Однажды ими был пущен под откос бронепоезд, направляющийся к Красной армии в Грозный, где командовал Н.Ф. Гикало. В этих операциях участвовал юный Юзикеев Крымхан. Отряды Мамата эффективно били врага, и красноармейцы, отступая к Кизляру, были вынуждены хоронить товарищей в братских могилах.
Начальник XI армии М. К. Левандовский всеми силами пытался поправить положение, связываясь со станции Терек с Кизляром для оказания помощи отступающим. По приказу штаба под станицу Червленную были направлены Ленинский полк и рота Московского полка из Каргалинской. В бою с отрядом Мамата красные потеряли значительную часть своих войск, и оставшиеся были вынуждены отступить к Кизляру, оставив раненых и убитых.

## Отношения с другими абреками
Широтдину Мусаевичу Салимгерееву поведал житель станицы Шелковской, Суховеев Сергей Семенович, что его мать рассказывала, как абрек Мамат помог и сопровождал абрека Залимхана Харачоевского по степной дороге в Кизляр. Комендант Кизляра ожидал появления Залимхана с правого берега реки Терек, который находился со стороны Бабаюртовского района. Таким образом, Зелимхан Гушмазукаев, неожиданно зайдя с тыла и ограбив городской банк, вернулся в свою родную Чечню, в Харачой. Также сообщается, что его поддерживали и кумыкские абреки.

## Смерть и память о Мамате
Мамат погиб в сентябре 1924 года, когда возвращался домой. Он всегда выбирал разные пути, никогда не повторяясь. Однако, его предали, сообщив милиции точное время и маршрут его возвращения. Перед его смертью в его селе раздавались выстрелы из центра станицы. Завязалась схватка, длившаяся с рассвета до послеобеденного времени. Красноармейцы тщательно подготовились и окружили станицу, но отряд Мамата долго оказывал сопротивление. Когда его убили, к телу долго не подходили, опасаясь, что он может быть еще жив. Попав в засаду, в неравной схватке Мамат был убит.
Личность Мамата красноармейцы не знали, поэтому в центре станицы, у сельского совета, провели опознание, где местные жители подтвердили его личность. Однако тело не выдали родным для захоронения, приказав похоронить его во дворе сельского совета. Коммунисты поставили охрану, чтобы никто не похитил тело.
Через два-три месяца бдительность охраны ослабла после обильного распития вина, и они уснули. В это время Махмуд Нагуманов организовал раскопку могилы Мамата, извлек тело, аккуратно закопав место, и тайком перевез его на одной арбе к себе во двор. Когда остальные увидели тело, все были поражены, потому что оно было в идеальном состоянии: ни запаха, ни следов порчи, только небольшой дефект на воротнике рубашки.
Тело Мамата было вымыто, завернуто в белый саван и на следующую ночь похоронено на кладбище согласно мусульманским традициям. Жена Мамата, Кабират, подарила кинжал с серебряной рукояткой Махмуду Нагуманову. Мать Махмуда, Умрай, была сестрой Мамата.
Долгое время надгробная плита на могиле Мамата не была установлена, но со временем поставили маленькую плиту с его именем.
Ногайцы и татары сочинили много песен (более 10) о татарском абреке Мамате, в которых говорится, что его имя известно и в Дагестане. Его поддерживали и кумыкские абреки.
Текст ногайской и татарской песни о Мамате, записанной на кумыкско-татарский лад, был предоставлен почетным гражданином Чеченской Республики Широтдином Мусаевичем Салимгереевым, который записал песню с слов ногайского старца приблизительно в 1990 году. Сообщалось, что песню исполняли не только ногайцы, но и татары.
Текст песни «Эль Мамат», народное творчество татар и ногайцев:
1. Мамат геле ёлбулан
Эки къолу бичине
Хьеч бармыкен Маматтай
Кадетлени ичинде?
2. Мени сазым гертиде
Сарнай туруп тохтайман
Кьоп гищилени ичинде Эль Маматны ёкълайман
3. Парахат этип
Ерь салдым къунангъа
Бир-бир сёзлер айтайим
Маматйимк улангъа
4. Къырылышгъан гюнуне
Ари-бери къарамай
Мамат йимик уланны
Бош къоймагъа ярамай
5. Ерден тющкен уланлар
Бир-биринен гющлю
Маматйимик уланны
Махтамагъа тийищли
6. Бещ атылагъан тюбегин
Къагъып къолуна туткъан
Бу бир гищини бойнуна
Халыкъа къабур къазыткъан
7. Мамат йимик Кайда бар?
Йигитлиги язылгъан
Маматдеген аты
Дагъыстанда айтылгъан
8. Мамат десе ярамай
Москва солданы патчасы
Акъ кагызны уьстуне
Язылмайму къарахат.
9. Яндауруна кьомексиз
Языкъ болгъан Эль Мамат
Экинчиси Тамбулат
Кадетлени башчисы
Шолай болмагъа герекь
10. Баракалла оьзюне
Душманланы гёзю
Тувра къарап къазыткъан
Шолай деген уланы
Нюр тёгюльсун юзуне.
11. Уланланы уланы
Бийик тавны туланы
Тынгъласагъыз булагъа
Эль Маматны сазына
12. Маматны таныйгъанлар
Бу сазынланы тынгъласын
Билегенлер билип ангъласын
Бильмейгенлер тынгъласын
13. Халыкъ билеген уланлар
Хьеч ангъламай къалмасын
Къыйынларны къоткъаргъан
Янгъы тюрлю татар ат
Янгъызлыкътан пуч болгъан
Арслан-сызлы Эль Мамат.
Перевод:
Эль Мамат («Народный Мамат»)
1. Мамат идёт по дороге
Обе руки по швам
Есть ли такие, как Мамат
Среди кадетов?
2. Мои слова правдивые
Причитаю без остановки
Среди многих мужчин
Народного Мамата хочу найти («ёкълайман» может иметь другое значение)
3. Успокоив и оседлав жеребца
Расскажу немного о таком удальце, как Мамат
4. В день погибели
Несмотря ни на что
Такого парня, как Мамат
Нельзя было оставлять одного
5. С седла спустившиеся парни
Один сильнее другого
Такой удалец, как Мамат
Удостоен похвалы
6. Пятизарядное ружье
Крепко взявши в руки
Врага заставил
Вырыть браткую могилу (для красноармейцев)
7. Где есть такие, как Мамат?
Мужество его не описать
Имя Мамат в Дагестане прославлено
8. Когда слышат о Мамате
Генералы Красной армии не могут быть спокойны
На белой бумаге пишется указ "об ликвидации"
9. В предсмертном бою без поддержки остался Народный Мамат
Второй Тамбулат
Глава кадетов
Таким должен быть
10. Милость Аллаха ему
Глаза врагов при одном взгляде устрашались
Пусть лицо такого парня озарится светом
11. Удалец из удальцов
Высокой горы вдовец
Прислушайтесь же к словам Народного Мамата
12. Те, кто знал Мамата
Пусть слушают эти слова
Пусть все, кто знал, поймут
Те, кто не знал, пусть послушают
13. Удальцы, которых знает весь народ
Пусть не останется тех, кто не знает
Прошедший трудности
Новый татарский герой (новое татарское имя)
Погибший в одиночестве
Грозный лев Народный Мамат ( «Арслан сызлы» в некоторых случаях
переводится, как «грива львиная» ).